# Verkehrsgesellschaft Görlitz

Historisches Logo der Verkehrsgesellschaft Görlitz bis 2015

Die Verkehrsgesellschaft Görlitz GmbH (VGG) war ein Verkehrsunternehmen mit Sitz in Görlitz. Sie war ein Tochterunternehmen des französischen Verkehrsdienstleisters Transdev GmbH und betrieb auf dem Stadtgebiet zwei Straßenbahn- und sechs Buslinien. Das Verkehrsunternehmen war Partner des Zweckverband Verkehrsverbund Oberlausitz-Niederschlesien (ZVON).
Zum 1. Januar 2019 übernahmen die Görlitzer Verkehrsbetriebe (GVB) den gesamten Verkehr der VGG, die mit der GVB verschmolzen wurde. Der Nahverkehr befindet sich seitdem wieder komplett in städtischer Hand.

## Geschichte des Görlitzer Stadtverkehrs

### Entwicklung des städtischen Nahverkehrs bis 1996

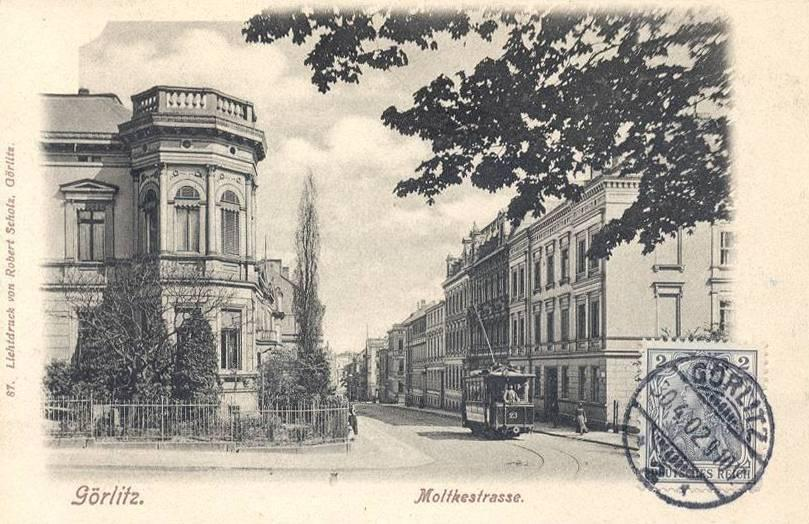
Straßenbahnwagen 23 auf der Ringbahnlinie II in Richtung Bahnhof am südlichen Ende der Moltkestraße (heute: James-von-Moltke-Straße)

Ende des 19. Jahrhunderts stieg mit der steigenden Einwohnerzahl und der Ausbreitung des besiedelten Stadtgebiets auch der Bedarf nach öffentlichen Verkehrsmitteln. Am 25. Mai 1882 nahm die Görlitzer Pferdebahn den Betrieb auf der 3,2 Kilometer langen Strecke Nikolaigraben – Hugo-Keller-Straße – Kaisertrutz – Obermarkt – Postplatz – Bahnhof aufgenommen. Bereits am 4. Juni 1882 eröffnete die zweiten Linie zwischen Kaisertrutz und Bahnhof über Klosterplatz – Mühlweg – Moltkestraße – Blockhausstraße. Die zweite Linie wurde noch im Juni 1882 um 1,3 Kilometer auf insgesamt 3,7 Kilometer bis zum Schützenhaus verlängert.
Im September 1890 nahm die Ringbahnlinie den Betrieb auf. Die 4 Kilometer lange Strecke führte vom Bahnhof über die Blockhausstraße, die Moltkestraße zum Obermarkt, vorbei am Kaisertrutz und zurück zum Bahnhof über die Bautzner Straße, Landskronstraße, Leipziger Straße und Salomonstraße. 1892 wurde die erste Pferdeomnibuslinie zwischen Jüdischem Friedhof und dem Fuß der Landeskrone im Görlitzer Vorort Klein Biesnitz eröffnet. Sieben Jahre später war die Neubaustrecke der Straßenbahn bis zum Fuß der Landeskrone fertig. Bereits im Oktober 1896 übernahm die Allgemeine Elektricitäts-Gesellschaft (AEG) den Straßenbahnbetrieb.
Die AEG spurte die Straßenbahn von Normal- auf Meterspur um und elektrifizierten das Netz bis 1897 mit 500 Volt Gleichspannung. Im Jahr 1900 übernahm die Allgemeine Lokal- und Straßenbahngesellschaft AG (ALOKA) (ab 1923: Allgemeine Lokalbahn und Kraftwerke AG) den Betrieb von der AEG. Die AEG hielt jedoch die Aktienmehrheit an der ALOKA. Die ALOKA betrieb die Görlitzer Straßenbahn bis zum Ende des Zweiten Weltkriegs. Auch die Verlängerung der Straßenbahnlinie von der Oststadt bis in den Vorort Moys wurde 1900 in Betrieb genommen. Sieben Jahre später wurde der Verkehr zwischen Grünem Graben und dem Krankenhaus aufgenommen. Während des Ersten Weltkriegs wurde die Ringbahn stillgelegt und abgebaut.
Nach dem Ersten Weltkrieg wurde 1921 das Straßenbahnnetz bis zum westlichen Vorort Rauschwalde erweitert. In den 1930er Jahren wurde auch der südliche Vorort Posottendorf-Leschwitz (seit 1936: Weinhübel) an das Straßenbahnnetz angeschlossen. Ende der 1930er Jahre entstanden auch die ersten Buslinien im Stadtgebiet bis zum Flugplatz im Nordwesten und nach Leopoldshain im Osten.
Die Reichenberger Brücke, die auch die Straßenbahn auf ihrem Weg nach Moys benutzte, wurde am 7. Mai 1945 von der Wehrmacht gesprengt und somit auch das östlich der Neiße gelegene Straßenbahnnetz vom Hauptnetz getrennt. Nach kurzzeitiger Einstellung des Bahnbetriebs wewurde der Straßenbahnverkehr im Juni 1945 wieder aufgenommen. Nach dem verlorenen Zweiten Weltkrieg wurde der östlich der Lausitzer Neiße gelegene Teil Schlesiens unter polnische Verwaltung gestellt. Die Straßenbahnstrecke im nun polnischen Ostteil der Stadt, nun Zgorzelec genannt, wurde nicht wieder in Betrieb genommen. Die Straßenbahnlinie, die einst bis nach Moys verkehrte, endete nun an der Neiße vor der Stadthalle.
1966 wurde die Straßenbahnstrecke zwischen Postplatz und Stadthalle außer Betrieb genommen. Während der DDR-Zeit gab es ab den 1960er Jahren Überlegungen, den Straßenbahnbetrieb in der Stadt zugunsten eines Busbetriebes aufzugeben. Die Straßenbahnanlagen und Fahrzeuge waren zum großen Teil verschlissen und auch die neu entstandenen Wohnviertel in Rauschwalde und Weinhübel wurden von der Straßenbahn nur tangiert und konnten diese somit nicht optimal erschließen. Das Busnetz wurde ab den 1960er Jahren verstärkt ausgebaut, jedoch verhinderte unter anderem der in den 1970er Jahren steigende Ölpreis die Abschaffung der Straßenbahn. Im Jahr 1982 wurde vorübergehend auch Weinhübel vom Straßenbahnnetz abgekoppelt und die Linie 1 bis zur neu gebauten Wendeschleife am Haus der Jugend (Goethestraße) südlich vom Betriebshof zurückgezogen. Mehrere Buslinien verbanden Weinhübel mit der Innenstadt und anderen Stadtteilen. Weitere vier Jahre später wurde auch der Straßenbahnverkehr nach Rauschwalde eingestellt. Hierfür wurde im gleichen Jahr der Straßenbahnverkehr in das nördliche Neubauviertel Königshufen aufgenommen.

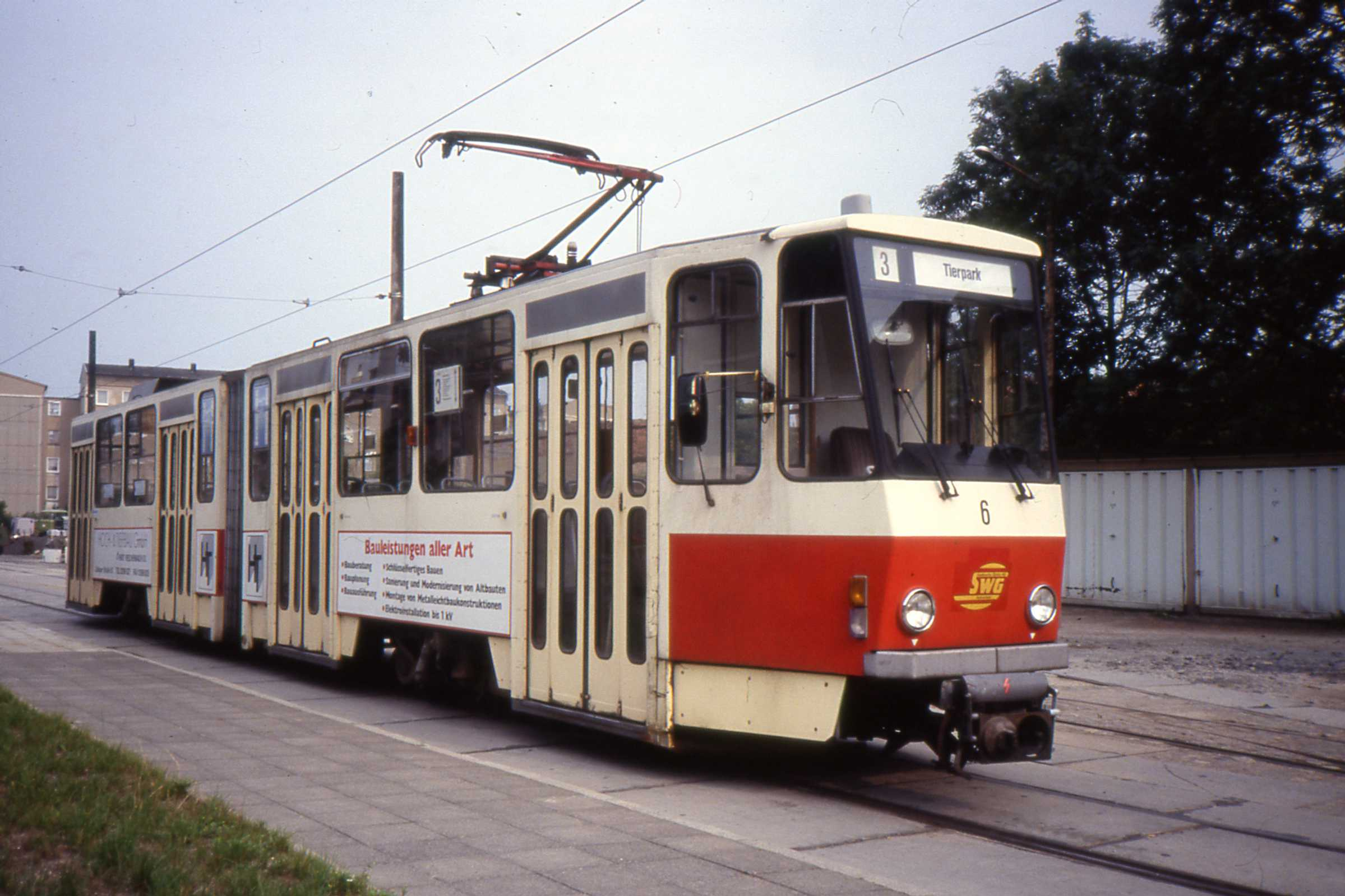
Tatra KT4D Wagennummer 6, 1992

Nach der Wende übernahmen die Görlitzer Stadtwerke den Straßenbahnverkehr. Im Dezember 1991 wurde der ein Kilometer lange, neutrassierte Streckenabschnitt zwischen Erich-Weinert-Straße und der neuen Wendeschleife Weinhübel in Betrieb genommen. Die Straßenbahn endete nun inmitten des Neubaugebietes.

### Seit der Gründung der Verkehrsgesellschaft Görlitz

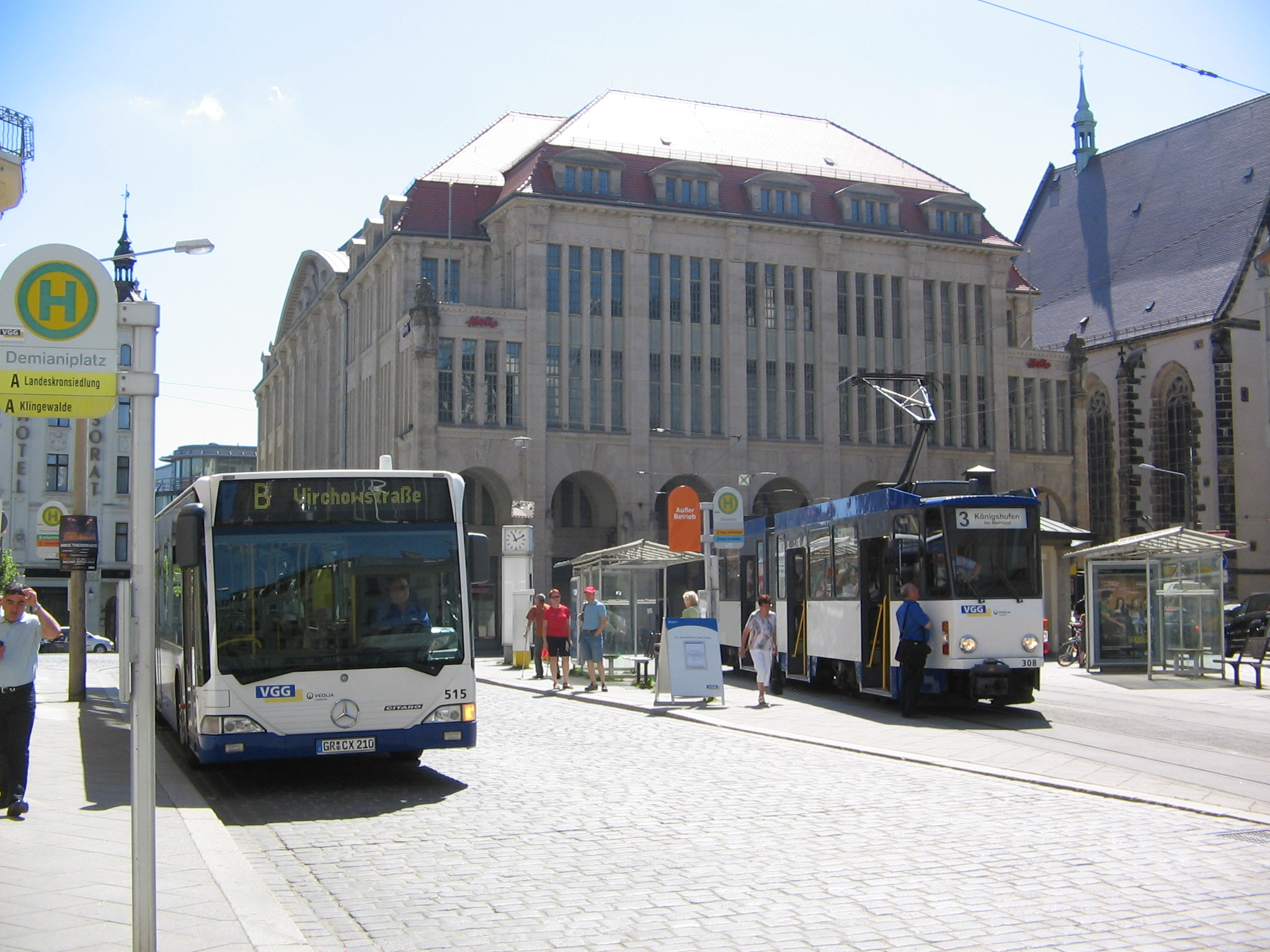
Stadtbuslinie B und Straßenbahnlinie 3 an der Umsteigehaltestelle Demianiplatz

1996 wurde die Verkehrsgesellschaft Görlitz (VGG) als Tochterunternehmen der Stadtwerke Görlitz gegründet. Das Unternehmen übernahm den Bus- und Straßenbahnverkehr im Stadtgebiet. Auf dem Gelände des rekonstruierten Betriebshofs an der Zittauer Straße entstand eine Abstellhalle für Straßenbahnwagen mit integrierter ökologischer Waschanlage.
Das Straßenbahnnetz wurde im Jahr 2000 auf zwei Linien beschränkt. Die Linie 1 verkehrte im 10-Minuten-Takt von Königshufen nach Weinhübel und die Linie 2 im 20-Minuten-Takt von der Virchowstraße bis zum Fuß der Landeskrone. Mit der Inbetriebnahme des neuen Teilstücks zwischen Alexander-Bolze-Hof und Königshufen / Am Marktkauf im Januar 2002 bildeten sich wieder drei Linien heraus. Die neue Linie 3 verkehrte nun im 20-Minuten-Takt von Königshufen / Am Marktkauf nach Weinhübel und verdichtet nun mit der ebenfalls im 20-Minuten-Takt verkehrenden Linie 1 die Taktdichte nach Weinhübel auf zehn Minuten. Nach vorherigen Linienänderungen wurde 2004 der Straßenbahnverkehr auf dem Abschnitt Heilige-Grab-Straße und Virchowstraße eingestellt. Die Stadtbuslinie B übernahm nach drei Jahren Schienenersatzverkehr auf der Strecke den Betrieb. Die Gleise auf der Heiligen-Grab-Straße und Girbigsdorfer Straße wurden entfernt und die Oberleitungen demontiert, erhalten blieben lediglich die Gleise an der Wendeschleife Virchowstraße.
Im April 2001 entschied der Görlitzer Stadtrat die Mehrheit der Gesellschaftsanteile an den Stadtwerken Görlitz an die Vivendi Environnement (später: Veolia Environnement) zu verkaufen. Nachdem die Stadt schließlich ihre Aktienmehrheit an den Stadtwerken dem Konzern übertrug, ging der Verkehrsbetrieb an dessen Tochtergesellschaft Connex (später Veolia Verkehr, inzwischen Transdev GmbH) über, die in der Region Ostsachsen u. a. auch die Connex Sachsen GmbH betrieb. Mit dem Betreiberwechsel auf der Neißetalbahn von der Lausitzbahn (Connex) auf die Ostdeutsche Eisenbahn verlegte die damalige Connex Sachsen ihren Sitz nach Leipzig. In Görlitz verblieb im Verwaltungsgebäude der VGG die Leitzentrale für die Transdev-Verkehre in der Region Leipzig.
Im Jahr 2010 wurde auf beiden Straßenbahnlinien gemeinsam 556.000 Fahrplankilometer geleistet. Das entsprach knapp 50.000 Kilometern mehr als auf allen Stadtbuslinien zusammen. Die Stadt subventionierte die Verkehrsgesellschaft Görlitz und somit den Großteil des städtischen Nahverkehrs im gleichen Jahr mit 150.756,30 Euro nach dem Gesetz zur Finanzierung des Ausbildungsverkehrs im Öffentlichen Personennahverkehr (ÖPNVFinAusG) und 3.067.751,28 Euro gemäß den, im Konsortialvertrag festgelegten, Ausgleichszahlungen.
Im Jahr 2005 beförderte die Verkehrsgesellschaft 4.217.222 Fahrgäste. Dies entsprach im gleichen Bezugszeitraum 13.916.833 Personenkilometern.

## Liniennetz

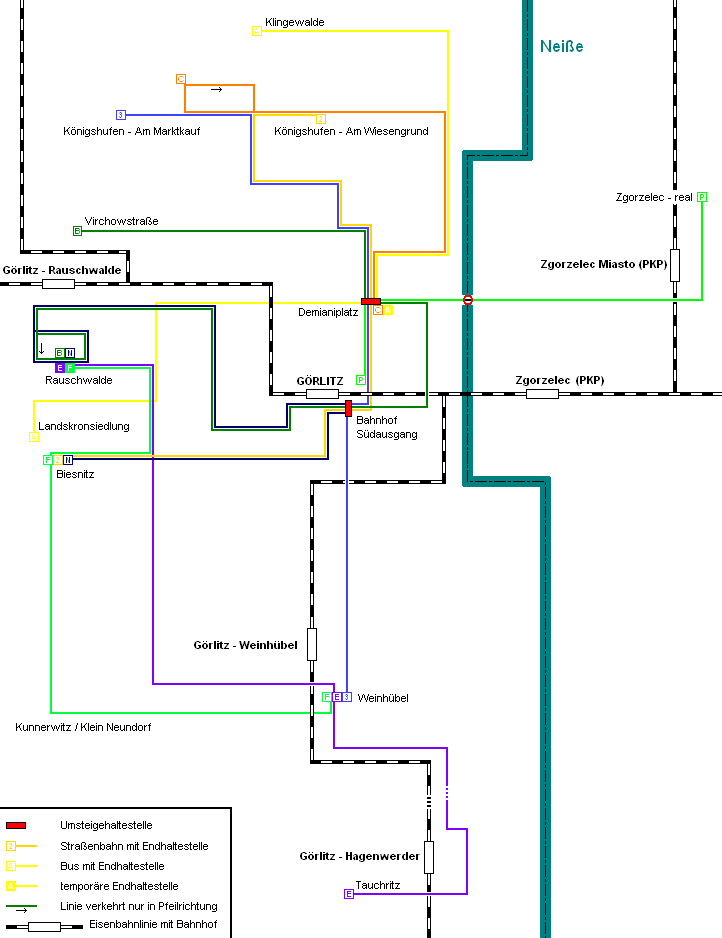
Schematisches Liniennetz der VGG

Zuletzt betrieb die Verkehrsgesellschaft Görlitz zwei Straßenbahnlinien sowie sechs Stadtbuslinien, davon jeweils eine Linie im Spätverkehr zwischen 19 und 0 Uhr. Mit dem grundlegenden Fahrplanwechsel 2008 wurde die Stadtbuslinie D zwischen Rauschwalde und Schlauroth und die Stadtbuslinie C zwischen Klingewalde und Stadthalle eingestellt bzw. Teile der Linie C gingen in der Linie A auf.
| Tram- / Buslinie | Verlauf | Takt im Tagesverkehr                           | Takt im Spätverkehr |
| ---------------- | --- | ---------------------------------------------- | ------------------- |
| Straßenbahn      | |                                                |                     |
|  2               | Biesnitz, Landeskrone – Bahnhof – Demianiplatz – Alexander-Bolze-Hof – Königshufen, Am Wiesengrund                                                             | 20 min                                         | –                   |
|  3               | Weinhübel – Bahnhof – Demianiplatz – Alexander-Bolze-Hof – Königshufen/Am Marktkauf / – Königshufen/Am Wiesengrund (im Spätverkehr im halbstündlichen Wechsel) | 20 min                                         | 30 min              |
| Busse            | |                                                |                     |
|  A               | Landskronsiedlung – Brautwiesenplatz – Waggonbau – Demianiplatz (– Am Hirschwinkel – Abzweig Ludwigsdorf – Klingewalde)                                        | 20/40 min im Wechsel (60 min nach Klingewalde) | –                   |
|  B               | Rauschwalde – Melanchthonstraße – Bahnhof Südausgang – Demianiplatz – Virchowstraße                                                                            | 20 min                                         | –                   |
|  C               | Königshufen Mitte – Königshufen, Am Wiesengrund – Am Hirschwinkel – Demianiplatz                                                                               | 4 mal täglich                                  | –                   |
|  E               | Tauchritz – Hagenwerder Bf – Weinhübel (– Alfred-Thaer-Straße – Rauschwalde)                                                                                   | 2 Std                                          | –                   |
|  F               | (Rauschwalde –) Biesnitz/Landeskrone – Kunnerwitz – Klein Neundorf – Kunnerwitz – Weinhübel                                                                    | 2 Std                                          | –                   |
|  N               | Biesnitz/Landeskrone – Bahnhof Südausgang – Melanchthonstraße – Rauschwalde                                                                                    | –                                              | 30 min              |
| [ 12 ]           | |                                                |                     |

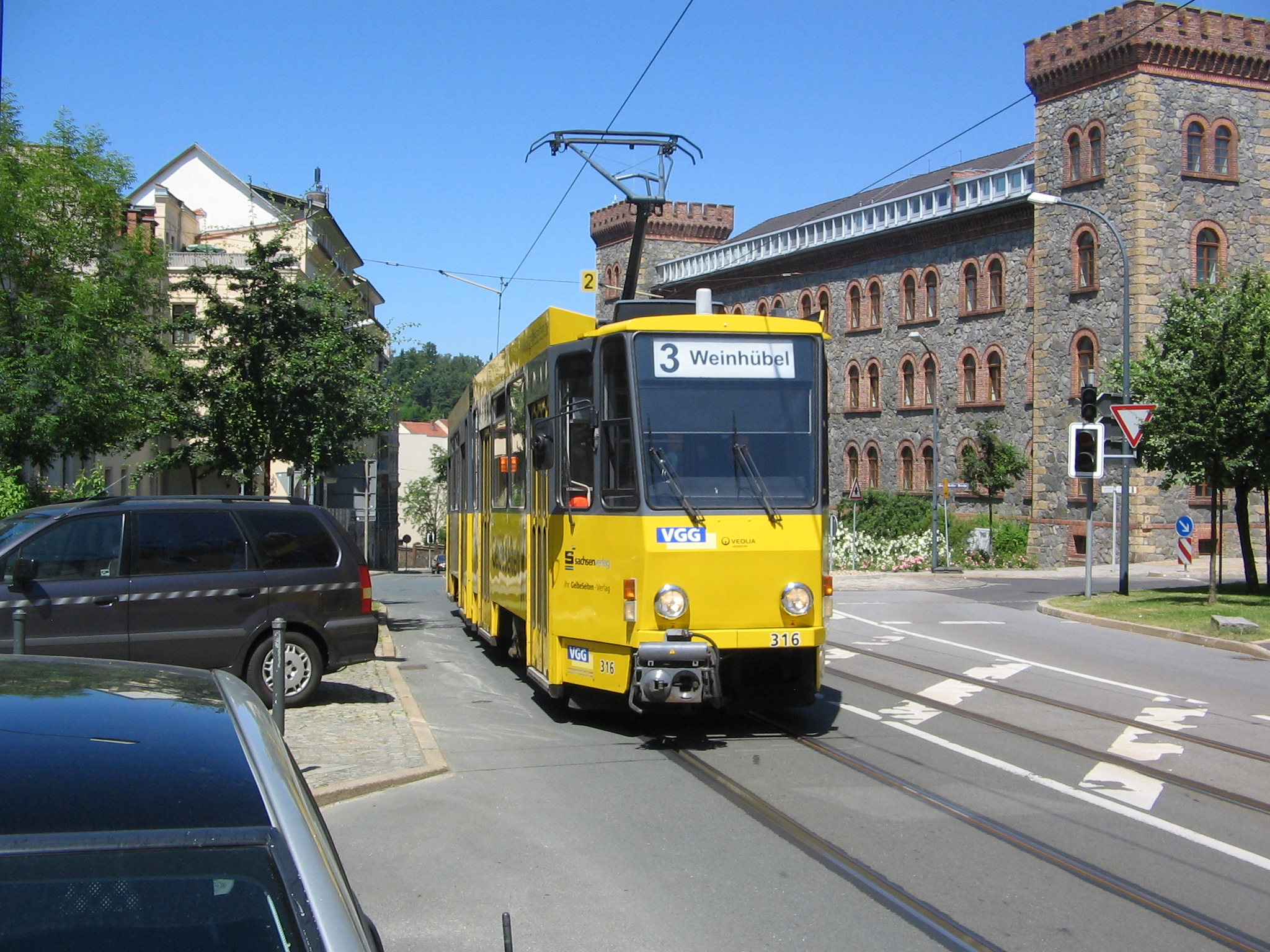
KT4D-Zug 316 an der Jägerkaserne am Grünen Graben

Montags bis freitags waren zwischen 5:00 und 19:30 Uhr auf den Linien 2, 3 sowie B je drei Umläufe im Einsatz; auf Linie A zwei. Dabei wurde die Straßenbahnlinie 3 mit KT4D-Doppeltraktion (außer in den Ferien) und die Buslinie B mit Gelenkbussen bedient.
Samstags wurde bis ca. 14 Uhr auf den Linien 2, 3 und B ein 20-Minuten-Takt angeboten. Ab 14 Uhr galt der 30-Minuten-Takt, das entsprach je zwei Umläufen. Linie A verkehrte bis 14 Uhr im 20/40-Minuten-Takt mit zwei Umläufen, davon einmal stündlich bis nach Klingewalde. Ab 14 Uhr galt ein Stundentakt zwischen Landskronsiedlung und Demianiplatz. Klingewalde wurde ab 14 Uhr nur mit einem Rufbus angefahren.
An Sonn- und Feiertagen verkehrten die Linien 2, 3 und B im 30-Minuten-Takt mit je zwei Umläufen. Auf Linie A galt der Stundentakt (ein Umlauf) mit Rufbus bis nach Klingewalde. Die Linie E verband samstags zweimal Weinhübel und Tauchritz, die Linien C und F hingegen verkehrten an Wochenenden sowie Feiertagen nicht. Die grenzüberschreitende Linie P verkehrte an Wochenenden und Feiertagen wie unter der Woche im 30-Minuten-Takt.
Ab etwa 19:30 Uhr begann der Spätverkehr bis Mitternacht. Dann verkehrten die Linien 3 und N alle 30 Minuten mit je zwei Umläufen. An Bahnhof Südausgang bestand Umsteigemöglichkeit zwischen diesen beiden Linien in alle Fahrtrichtungen. Die Linie 3 wechselte im Spätverkehr halbstündlich ihre Endhaltestelle in Königshufen.
Am 9. September 1991 wurde die grenzüberschreitende Buslinie P vom Postplatz in die polnische Nachbarstadt Zgorzelec (bis 1945 Görlitzer Ostvorstadt) eröffnet. Anfangs diente sie für zahlreiche Görlitzer als Shuttleservice zu den sogenannten Polen-Märkten. Zuletzt nutzten ihn vor allem polnische Schüler, die in Görlitz zur Schule gehen, Berufspendler und Reisende die zum Görlitzer Bahnhof möchten, da es nur drei Zugpaare zwischen beiden Städten gab. Die Linie P wird von dem Unternehmen F.H.U. Bielawa (Bieleccybus) betrieben.

## Fahrzeuge
| Bild | Fahrzeugnummer    | Baujahr | Übernahme aus                                                    | Hersteller               | Typ                      |
| ---- | ----------------- | ------- | ---------------------------------------------------------------- | ------------------------ | ------------------------ |
|      | 9                 | 1882    |                                                                  | Herbrand                 | Pferdebahnwagen          |
|      | 23                | 1928    |                                                                  | WUMAG Görlitz            | T 26/28                  |
|      | 29                | 1897    | Bromberg (1905 nach Görlitz) (1971 Nachbau aus Arbeitswagen 103) | Steinfurt/AEG Königsberg |                          |
|      | 301               | 1983    |                                                                  | ČKD Tatra                | KT4D-C                   |
|      | 302               | 1987    |                                                                  | ČKD Tatra                | KT4D-C                   |
|      | 303               | 1987    |                                                                  | ČKD Tatra                | KT4D-C                   |
|      | 305               | 1987    |                                                                  | ČKD Tatra                | KT4D-C                   |
|      | 306               | 1987    |                                                                  | ČKD Tatra                | KT4D-C                   |
|      | 308               | 1990    |                                                                  | ČKD Tatra                | KT4D-C                   |
|      | 309               | 1990    |                                                                  | ČKD Tatra                | KT4D-C                   |
|      | 310               | 1990    |                                                                  | ČKD Tatra                | KT4D-C                   |
|      | 311               | 1990    |                                                                  | ČKD Tatra                | KT4D-C                   |
|      | 312               | 1988    | Erfurt (1992 nach Görlitz)                                       | ČKD Tatra                | KT4D-C                   |
|      | 313               | 1988    | Erfurt (1992 nach Görlitz)                                       | ČKD Tatra                | KT4D-C                   |
|      | 314               | 1988    | Erfurt (1992 nach Görlitz)                                       | ČKD Tatra                | KT4D-C                   |
|      | 315               | 1988    | Erfurt (1992 nach Görlitz)                                       | ČKD Tatra                | KT4D-C                   |
|      | 316               | 1988    | Erfurt (1992 nach Görlitz)                                       | ČKD Tatra                | KT4D-C                   |
|      | 317               | 1979    | Cottbus (1998 nach Görlitz)                                      | ČKD Tatra                | KT4D-C                   |
|      | 318               | 1979    | Cottbus (1998 nach Görlitz)                                      | ČKD Tatra                | KT4D-C                   |
|      | 319               | 1979    | Cottbus (1998 nach Görlitz)                                      | ČKD Tatra                | KT4D-C                   |
|      | 322 Hopfenexpress | 1971    | Mannheim (1995 nach Görlitz)                                     | DUEWAG                   | GT6                      |
|      | 506               | 2003    |                                                                  | Mercedes-Benz            | O 530 (Citaro)           |
|      | 507               | 2004    |                                                                  | Mercedes-Benz            | O 530 (Citaro)           |
|      | 515               | 2002    |                                                                  | Mercedes-Benz            | O 530 G (Citaro G)       |
|      | 516               | 2005    |                                                                  | Mercedes-Benz            | O 530 (Citaro)           |
|      | 517               | 2005    |                                                                  | Mercedes-Benz            | O 530 (Citaro)           |
|      | 518               | 2006    |                                                                  | Mercedes-Benz            | O 530 G (Citaro G)       |
|      | 519               | 2010    |                                                                  | Mercedes-Benz            | O 530 G (Citaro G)       |
|      | 520               | 2008    | Limburg an der Lahn (2014 nach Görlitz)                          | Mercedes-Benz            | O 530 G (Citaro G)       |
|      | 521               | 2014    |                                                                  | MAN                      | NG 363 G (Lion’s City G) |
|      | 522               | 2014    |                                                                  | MAN                      | NL 283 (Lion’s City)     |
|      | 523               | 2015    |                                                                  | MAN                      | NL 283 (Lion’s City)     |
|      | 216 MS Seebus     | 1999    |                                                                  | Mercedes-Benz            | Sprinter mit Busaufbau   |

Quellen:
Die Tatra-Gelenkwagen 304 und 307 wurden 2010 verschrottet.